# Потаповка (Самарская область)
Потаповка — посёлок в Красноярском районе Самарской области. Входит в состав сельского поселения Хорошенькое. 

## География
Находится у левого берега реки Сок на расстоянии примерно 24 километра по прямой на северо-восток от районного центра села Красный Яр.

## Население
Постоянное население составляло 147 человек (русские 98%) в 2002 году, 151 в 2010 году.